# رایس (اورگن)
رایس (به انگلیسی: Rice) یک منطقهٔ مسکونی در ایالات متحده آمریکا است که در شهرستان واسکو، اورگن واقع شده‌است. رایس ۳۰۷٫۸۵ متر بالاتر از سطح دریا واقع شده‌است.